# El clan del oso cavernario (película)
El clan del oso cavernario (título original: The Clan of the Cave Bear) es una película estadounidense de 1986 dirigida por Michael Chapman. El guion de John Sayles adapta el argumento de la novela homónima de 1980 de la escritora estadounidense Jean M. Auel.

## Argumento
Ayla, una niña Cro-Magnon que pierde a su familia en un terremoto, es acogida por un clan de Neanderthales. Adoptada por el chamán Creb, el Mog-ur, y su hermana, la curandera Iza, es instruida en las costumbres y formas de El Clan, término con el que se designan a sí mismos.
Conforme va creciendo, la niña desafía diversas reglas del clan, como la prohibición a las mujeres de cazar. Su conducta extravagante  genera tensiones en la comunidad aunque, finalmente, es tolerada por los demás miembros de la tribu.

## Reparto
| Actor            | Personaje                 |
| ---------------- | ------------------------- |
| Daryl Hannah     | Ayla adolescente y adulta |
| Nicole Eggert    | Ayla niña                 |
| Pamela Reed      | Iza                       |
| James Remar      | Creb                      |
| Thomas G. Waites | Broud                     |
| Joey Cramer      | Broud joven               |
| John Doolittle   | Brun                      |
| Curtis Armstrong | Goov                      |
| Martin Doyle     | Grod                      |
| Tony Montanaro   | Zoug                      |
| Mike Muscat      | Dorv                      |
| John Wardlow     | Droog                     |
| Keith Wardlow    | Crug                      |
| Barbara Duncan   | Uka                       |
| Gloria Lee       | Oga                       |
| Janne Mortil     | Ovra                      |
| Lycia Naff       | Uba                       |
| Bart the bear    | el oso                    |

## Producción
La película fue rodada en Canadá, en las Montañas Rocosas de la provincia de Columbia Británica.
El diálogo entre los personajes se da mayoritariamente mediante una lengua de signos apoyada con escasos sonidos guturales, dada la hipótesis heredada de la novela que proponía dicho sistema de comunicación entre los Neanderthal. Para facilitar la comprensión del espectador, se utilizan subtítulos que aclaran los conceptos expresados por los personajes. Además, una voz en off interpretada por Salome Jens narra ciertos pasajes de la película.
En una de las escenas se representa una prueba de hombría para los futuros líderes de los clanes: unos Neanderthal luchan contra un oso, figura ésta interpretada por Bart the Bear en uno de sus primeros papeles; posteriormente, aparecería en otras películas como El oso, Colmillo blanco o Leyendas de pasión.

## Recepción
La película se estrenó el 17 de enero de 1986 en Estados Unidos. A lo largo de ese mismo año fue estrenada en diversos países como Australia, Alemania Occidental, Finlandia, Francia o Suiza.
Con un presupuesto estimado de 15 millones de dólares, la película recaudó 1.953.732 $ en Estados Unidos, siendo considerada un fracaso de taquilla. Por ello, una segunda parte prevista, que adaptaba El valle de los caballos y que ya había sido preparada por John Sayles, fue cancelada.
La cinta fue nominada a un Óscar en la categoría de mejor maquillaje por el trabajo de Michael Westmore y Michèle Burke. No obstante, La mosca resultó ganadora frente a ésta y Legend, otra de las nominadas.
Las críticas a la película son desfavorables, obteniendo un 13% en Rotten Tomatoes. Además, ha sido calificada de «poco convincente», «no suficientemente auténtica» y «predecible»; a su favor suelen apuntarse sus intentos de «seriedad» y «originalidad», aunque sin conseguirlo realmente. Otra característica habitualmente reseñada es su intensa proclama feminista. La película no gustó a Auel por ser «demasiado violenta y dar una idea de la prehistoria opuesta a la mía», aunque «Hannah está bien; la conocí en el rodaje y es encantadora».